# Премія «Золотий орел» за найкращу чоловічу роль другого плану
Премія «Золотий орел» за найкращу чоловічу роль другого плану вручається щорічно Національною Академією кінематографічних мистецтв і наук Росії, починаючи з першої церемонії 2003 року.

## Список лауреатів та номінантів
★ Переможці виділені окремим кольором.

### 2000-і
| Рік  | Церемонія | Фотографія лауреата           | Актори                      | Фільм                           | Роль                 |
| ---- | --------- | ----------------------------- | --------------------------- | ------------------------------- | -------------------- |
| 2003 | 1-я       | Файл:Немає фото.png           | ★ Владислав Галкін          | «Далекобійники»                 | Олександр Коровін    |
| 2003 | 1-я       | Файл:Немає фото.png           | • Анатолій Адоскін          | «Будинок дурнів»                | Фуко                 |
| 2003 | 1-я       | Файл:Немає фото.png           | • Андрій Мягков             | «Розповідь про Федота-стрільця» | цар                  |
| 2004 | 2-я       |                               | ★ Олег Янковський           | «Бідний, бідний Павло»          | Петро Пален          |
| 2004 | 2-я       | • Володимир Ільїн             | «Ідіот»                     | Лебедєв                         |                      |
| 2004 | 2-я       | • Сергій Гармаш               | «А вранці вони прокинулися» | Урка                            |                      |
| 2005 | 3-я       |                               | ★ Богдан Ступка             | «Водій для Віри»                | Сергій Сєров         |
| 2005 | 3-я       | • Андрій Панін                | «Водій для Віри»            | Савельєв                        |                      |
| 2005 | 3-я       | • Сергій Гармаш               | «72 метри»                  | Микола Крауз                    |                      |
| 2006 | 4-я       | Файл:Костянтин Хабенський.jpg | ★ Костянтин Хабенський      | «Статський радник»              | Григорій Грінберг    |
| 2006 | 4-я       | Файл:Костянтин Хабенський.jpg | • Володимир Машков          | «Статський радник»              | Тихон Богоявленський |
| 2006 | 4-я       | Файл:Костянтин Хабенський.jpg | • Михайло Пореченков        | «Солдатський декамерон»         | Пантелеєв            |
| 2007 | 5-я       |                               | ★ Сухоруков Віктор          | «Острів»                        | Батько Філарет       |
| 2007 | 5-я       | • Дмитро Дюжев                | «Острів»                    | Батько Іов                      |                      |
| 2007 | 5-я       | • Микита Михалков             | «Мені не боляче»            | Сергій Сергійович               |                      |
| 2008 | 6-я       | Файл:Немає фото.png           | ★ Олександр Абдулов         | «Артистка»                      | Босякін              |
| 2008 | 6-я       | Файл:Немає фото.png           | • Леонід Бронєвой           | «Прості речі»                   | Володимир Журавльов  |
| 2008 | 6-я       | Файл:Немає фото.png           | • Дмитро Дюжев              | «Подорож з домашніми тваринами» | Сергій               |
| 2009 | 7-я       |                               | ★ Армен Джигарханян         | «Зникла імперія»                | Дід Сергія           |
| 2009 | 7-я       | • Дмитро Дюжев                | «Розіграш»                  | Олександр Іванович              |                      |
| 2009 | 7-я       | • Іраклій Мсхалаіа            | «Полонений»                 | Джамал                          |                      |

### 2010-і
| Рік  | Церемонія | Фотографія лауреата  | Актор                                                        | Фільм                          | Роль                         |
| ---- | --------- | -------------------- | ------------------------------------------------------------ | ------------------------------ | ---------------------------- |
| 2010 | 8-я       |                      | ★ Сергій Гармаш                                              | «Стиляги»                      | Батько Мелса                 |
| 2010 | 8-я       | • Сергій Маковецький | «Чудо»                                                       | Кондрашов                      |                              |
| 2010 | 8-я       | • Сергій Юрський     | «Півтори кімнати, або Сентиментальна подорож на батьківщину» | Батько Бродського              |                              |
| 2011 | 9-я       |                      | ★ Віктор Сухоруков                                           | «Вівсянки»                     | Всеволод Сергеєв             |
| 2011 | 9-я       | • Андрій Панін       | «Кандагар»                                                   | Штурман Готов                  |                              |
| 2011 | 9-я       | • Володимир Машков   | «Кандагар»                                                   | Другий пілот Серьога           |                              |
| 2012 | 10-я      |                      | ★ Богдан Ступка                                              | «Будинок»                      | Григорій Шаманов             |
| 2012 | 10-я      | • Микола Бурляєв     | «Майстер та Маргарита»                                       | Ієшуа Га-Ноцрі                 |                              |
| 2012 | 10-я      | • Михайло Єфремов    | «Generation П»                                               | Леонід (Легіон) Азадовський    |                              |
| 2013 | 11-я      | Файл:Немає фото.png  | ★ Андрій Смоляков                                            | «Висоцький. Спасибі, що живий» | полковник КДБ Віктор Бехтеєв |
| 2013 | 11-я      | Файл:Немає фото.png  | • Андрій Панін                                               | «Орда»                         | хан Тінібек                  |
| 2013 | 11-я      | Файл:Немає фото.png  | • Дмитро Астрахан                                            | «Висоцький. Спасибі, що живий» | Леонід Фрідман               |